# Dracaena pachyphylla
Dracaena pachyphylla är en sparrisväxtart som beskrevs av Wilhelm Sulpiz Kurz. Dracaena pachyphylla ingår i släktet dracenor, och familjen sparrisväxter. Inga underarter finns listade i Catalogue of Life.